# Johannes von Mirecourt
Johannes von Mirecourt (* um 1300; † nach 1349, lateinisch Johannes de Mercuria) war ein Philosoph und Theologe in Paris. Er gilt als ein bedeutender Vertreter des Nominalismus.

## Leben
Johannes stammt aus der Gemeinde Mirecourt in Lothringen, seine genauen Lebensumstände sind unbekannt. Er trat in den Zisterzienserorden ein und war zunächst Mönch in Citeaux. Danach studierte er in Paris.
1345 hielt er eine Vorlesung über die Sentenzen des Petrus Lombardus. Bereits ein Jahr später musste er seine Thesen vor 41 Pariser Theologen verteidigen. 1347 wurden 63 seiner Thesen zensiert und in die Liste der in Paris verurteilten Lehrsätze eingetragen. Er verteidigte sich mit zwei schriftlichen Rechtfertigungen, den so genannten Apologien. Johannes war nicht der einzige Pariser Dozent, dessen Thesen von der Universität oder Kirche zensiert wurden.
Über sein Leben nach 1347 ist nichts bekannt.

## Philosophie

### Kausalzusammenhänge
Johannes von Mirecourts Philosophie ist stark von dem Nominalismus Wilhelm von Ockhams und anderer, vor allem englischer Kommentatoren geprägt. Er bestritt grundsätzlich die Existenz notwendiger Kausalzusammenhänge: Gott kann aufgrund seiner absoluten Macht (potentia absoluta) jederzeit beliebig handeln. Die Welt ist das Ergebnis seines freien Willens. Was wir mit unseren Sinnen wahrnehmen, unsere Erfahrung, ist nur eine zeitliche Abfolge von Ereignissen und beruht nicht auf einer kausalen Wirkung. Nur der Satz vom ausgeschlossenen Widerspruch ist absolut evident. Ein Satz, dessen Negation keinen logischen Widerspruch beinhaltet, ist nicht absolut evident.

### Gottesbeweise
Johannes von Mirecourt wandte sich damit zugleich gegen die auf dem Prinzip der Kausalität beruhenden Gottesbeweise: Sämtliche Argumente für die Existenz Gottes beruhen auf Aussagen, die sich auf Erfahrung stützen. Sätze über Erfahrung können aber negiert werden, ohne dass dies zu einem logischen Widerspruch führt. Der Existenz Gottes kommt deshalb keine höchste Evidenz (evidentia potissima) zu, sondern nur eine evidentia naturalis.

### Sinnestäuschungen
Etwas nicht reales kann nach Johannes nicht Gegenstand der visuellen Wahrnehmung sein. Sinnestäuschungen sind die Folge irriger Urteile:

„In Sinnestäuschungen sieht der Mensch nur das, was ist, was kein Sein und keine Entität durch die Kraft des Sehens erhält, wenn auch der Getäuschte urteilt, er sähe etwas, was er nicht sieht.“

Wer in einem Kahn auf dem Wasser treibt sieht nicht, dass die Bäume sich an ihm vorbeibewegen, sondern er sieht die Bäume in je veränderter Perspektive. Das Urteil, dass sich die Bäume bewegen würden, ist ein Irrtum. Ebenso wenig wie die sinnliche Wahrnehmung hat aber das abstrakte Erkennen eine konstitutive, seinsbegründende Funktion. Wahre Sätze können selten auf das Prinzip des zu vermeidenden Widerspruchs zurückgeführt werden. Außerdem sei stets eine Intervention Gottes möglich, der aufgrund seiner absoluten Macht in den normalen Lauf der Natur eingreifen könne. Deshalb gelange menschliches Wissen nie über eine bloße Wahrscheinlichkeit hinaus. Diesen Charakter einer nur bedingten Gewissheit haben alle Sätze, die eine äußere Erfahrung ausdrücken und die die Existenz oder Eigenschaft einer äußeren Sache betreffen.

## Wirkung
Das Werk Johannes von Mirecourts war in Italien, dem Gebiet des Heiligen römischen Reiches deutscher Nation, Polen, Frankreich und Spanien verbreitet. Er galt als einer der wichtigsten Vertreter des Nominalismus. In einem Edikt Ludwigs XI. aus dem Jahre 1474 wurde er zitiert und nochmals verurteilt. Später geriet er in Vergessenheit.

## Werke
- Kommentar zu den Sentenzen des Petrus Lombardus
- Apologien (Rechtfertigungen)